# Caso separativo
El caso separativo en la declinación gramatical de determinados idiomas se refiere a la falta de proximidad de un objeto respecto a otro (lejos de...)
Es un tipo de caso lativo.

## Ejemplos en finés
- Singular

En la primera declinación se añade -sso en la palabra. Si la palabra termina en "a" o en "o", éstas se eliminan y el sufijo se vuelve -esso:
- Mona --> monesso (lejos de una mujer)
- Tavi (mozo) --> tavisso (lejos de un mozo)
- Nämo (casa) --> nämesso (lejos de una casa)[1]

En la segunda declinación, se añade el sufijo -esso:
könung --> könungesso (lejos de un rey)
- Plural

En la primera declinación se añade los sufijos -ssar o -essar:
- Tavi --> tavissar (lejos de unos mozos)
- Nämo --> nämessar (lejos de unas casas)[1]